# Liste der Kulturdenkmale in Frittlingen
In der Liste der Kulturdenkmale in Frittlingen sind alle Bau- und Kunstdenkmale in der Gemeinde Frittlingen verzeichnet. Sie leitet sich aus der Liste des Landesdenkmalamts Baden-Württemberg, dem „Verzeichnis der unbeweglichen Bau- und Kunstdenkmale und der zu prüfenden Objekte“ ab. Diese Liste verzeichnet für Frittlingen 8 unbewegliche Bau- und Kunstdenkmäler.

## Allgemein
- Bild: Zeigt ein ausgewähltes Bild aus Commons, „Weitere Bilder“ verweist auf die Bilder im Medienarchiv Wikimedia Commons.
- Bezeichnung: Nennt den Namen, die Bezeichnung oder die Art des Kulturdenkmals.
- Lage: Straßenname und Hausnummer oder Flurstücknummer des Kulturdenkmals, gegebenenfalls auch den Ortsteil. Die Grundsortierung der Liste erfolgt nach dieser Adresse. Der Link (Karte) führt zu verschiedenen Kartendiensten mit der Position des Kulturdenkmals. Fehlt dieser Link, wurden die Koordinaten noch nicht eingetragen. Sind diese bekannt, können sie über ein Tool mit einer Kartenansicht einfach nachgetragen werden. In dieser Kartenansicht sind Kulturdenkmale ohne Koordinaten mit einem roten bzw. orangen Marker dargestellt und können durch Verschieben auf die richtige Position in der Karte mit Koordinaten versehen werden. Kulturdenkmale ohne Bild sind an einem blauen bzw. roten Marker erkennbar.
- Datierung: Baubeginn, Fertigstellung, Datum der Erstnennung oder grobe zeitliche Einordnung entsprechend des Eintrags in der zuständigen Denkmaldatenbank (Landesamt für Denkmalpflege Baden-Württemberg).
- Beschreibung: Kurzcharakteristik des Kulturdenkmals.

## Kulturdenkmale in der Gemeinde Frittlingen
| Bild           | Bezeichnung                                      | Lage                      | Datierung                                           | Beschreibung | ID |
| -------------- | ------------------------------------------------ | ------------------------- | --------------------------------------------------- | --- | -- |
|                | Hagenbrunnen                                     | Denkinger Straße (Karte)  | 2. Hälfte des 19. Jahrhunderts                      | Trog und Stock aus Metall. Geschützt nach § 2 DSchG                                                                         |    |
|                | quergeteiltes Einhaus                            | Hasentorstraße 10 (Karte) | 18. Jahrhundert                                     | Zweigeschossiges Wohnhaus mit Satteldach. Geschützt nach § 2 DSchG                                                          | BW |
|                | Gasthaus Kreuz                                   | Hauptstraße 56 (Karte)    | 17./18. Jahrhundert                                 | Langgestreckter, zweigeschossiger Baukörper mit Satteldach und rückwärtigem Anbau. Geschützt nach § 2 DSchG                 |    |
|                | Zehntscheuer                                     | Hauptstraße 67 (Karte)    | 1778/1779                                           | Quergeteiltes, zweigeschossiges Einhaus mit Satteldach und Fassadennischen Geschützt nach § 2 DSchG                         |    |
| Weitere Bilder | Öschkapelle („Zwölf-Boten-Kapelle“)              | Kapellenstraße 43 (Karte) | spätes 19. Jahrhundert                              | Kleiner Saalbau mit Satteldach und Dachreiter, über dem Eingang ein Dachvorsprung mit Holzstützen. Geschützt nach § 2 DSchG |    |
| Weitere Bilder | Katholische Pfarrkirche St. Hyppolit und Kassian | Kirchberg 5 (Karte)       | Turm und Chor spätmittelalterlich, Langhaus 1876/78 | Kirche, Vorplatz und Staffeln, Holzkreuz am Chorscheitel aus dem 19. Jh. Geschützt nach § 12 DSchG                          |    |
|                | Wegkreuz                                         | Gewann Rinderweg (Karte)  | 1923                                                | Kleines Steinkreuz mit Korpus und Inschriftensockel. Geschützt nach § 2 DSchG                                               | BW |
|                | Wegkreuz                                         | Wilflinger Straße (Karte) | spätes 19. Jahrhundert                              | Steinkreuz mit Korpus. Geschützt nach § 2 DSchG                                                                             |    |